# Bob Newhart
George Robert "Bob" Newhart, född 5 september 1929 i Oak Park, Illinois, död 18 juli 2024 i Los Angeles, Kalifornien, var en amerikansk ståuppkomiker och skådespelare. 
Newhart medverkade bland annat i filmer som Ett helvete för hjältar (1962), Härliga miljoner (1968), Moment 22 (1970), Operation fimpa (1971), Ute eller inte (1997), Elf (2003) och Horrible Bosses (2011). Han har även gjort rösten till Bernard i Disneyfilmerna Bernard och Bianca (1977) och Bernard och Bianca i Australien (1990).

## Filmografi i urval
- 1962 – Ett helvete för hjältar
- 1963 – Alfred Hitchcock presenterar, avsnitt How to Get Rid of Your Wife (gäströst i TV-serie)
- 1968 – Härliga miljoner
- 1970 – En vacker dag kan man se hur långt som helst
- 1970 – Moment 22
- 1971 – Operation fimpa
- 1972–1978 – The Bob Newhart Show (TV-serie)
- 1974 – Pokergänget
- 1977 – Bernard och Bianca (röst)
- 1980 – Tio dollars-panten
- 1982–1990 – Newhart (TV-serie)
- 1990 – Bernard och Bianca i Australien (röst)
- 1996 – Simpsons, avsnitt Bart the Fink (gäströst i TV-serie)
- 1997 – Ute eller inte
- 2001 – The Sports Pages
- 2003 – Legally Blonde 2
- 2003 – Elf
- 2004 – The Librarian: Quest for the Spear (TV-film)
- 2006 – The Librarian: Return to King Solomon's Mines (TV-film)
- 2007 – Mr. Warmth: The Don Rickles Project (dokumentär)
- 2008 – The Librarian: The Curse of the Judas Chalice (TV-film)
- 2011 – Horrible Bosses
- 2013–2014 – The Big Bang Theory (TV-serie)